# Serrat de Costabarrassa
El Serrat de Costabarrassa és una serra situada entre els municipis de Gallifa i de Sant Llorenç Savall a la comarca del Vallès Occidental, amb una elevació màxima de 771 metres.